# Humoralpatologi
|  | Opdelingsforslag Denne artikel er foreslået opdelt i artiklerne Humoralpatologi og De fire temperamenter. (Diskutér forslaget). Hvis opdelingen sker, skal det fremgå af beskrivelsesfeltet, at opdelingen er sket (hvorfra og hvortil) eller af artiklens diskussionsside. |

 Denne artikel bør gennemlæses af en person med fagkendskab for at sikre den faglige korrekthed.

Læren om de fire temperamenter (latin temperamentum – passende blanding) bygger på læren om de fire elementer. Den blev først beskrevet 400 f.Kr. af grækeren Hippokrates. I hans livsværk Corpus Hippocraticum, beskrives en sammenhæng mellem makrokosmos og mikrokosmos, elementerne, temperamenterne og de fire kardinalvæsker (de fire legemsvæsker) 
Den græsk/tyrkiske læge Klaudios Galenos udbyggede Hippokrates teorier, i sin lægekunst, ved at tilføje elementarkvaliteterne:
- Koleriker – gul galde, ild.
- Sangviniker – blod, luft.
- Melankoliker – sort galde, jord.
- Flegmatiker – slim, vand.

Ifølge Galenos kan en opstået sygdom forklares ved, at der er ubalance i forholdet mellem kardinalvæskerne, eller at de ophober sig forkerte steder i kroppen.
Yderligere bliver mennesket født med en overvægt af én af væskerne: Blod – på latin sanguis, slim – på græsk flegma, sort galde – på græsk melaina chole, gul galde – på græsk xanthe chole.
Denne overvægt afgør om man får et sangvinsk, flegmatisk, kolerisk eller melankolsk temperament. 
Galenos kaldte denne lægekunst for humoralpatologien og den blev udøvet af læger i hele den vestlige verden, helt op til midten af 1800 tallet.

## De fire temperamenter
Mange andre har igennem årene udviklet andre udgaver, og de fire temperamenter er brugt af bl.a forfattere, foredragsholdere, og kredse som Rosenkreutzerne og Rudolf Steiners antroposofiske åndsvidenskab. 
Rudolf Steiner har baseret sine teorier på middelalderens betragtninger om de fire temperamenter/typologier, hvilke teorier den dag i dag har tilhængere i antroposofiske kredse.
- Koleriker – Jeglegemet, Blodkredsløbet, Ildelementet.
- Sangviniker – Astrallegemet, Nervesystemet, Luftelementet.
- Melankoliker – Fysisk legeme, Kroppen, Jordelementet.
- Flegmatiker – Livslegemet, Kirtelsystemet, Vandelementet.

Ifølge Rudolf Steiners teorier kommer de forskellige temperamenter til udtryk fysisk, og viser sig i ydre udtryk, som højde, drøjde, gang, bevægelser, vanemæssige adfærdsmønstre osv. Et menneske har aspekter fra to eller flere af de fire temperamenter, og de blandes på kryds og tværs.

### Melankoliker
(Melania chole)
Det ydre udtryk: Med dette temperament har vi et menneske med en tung, fast og slæbende gang, med langsomme, ubeslutsomme og til tider klodsede bevægelser. 
Melankolikeren har en lang og knoglet kropsbygning, med en lidt doven og træt fremtoning. hænger lidt forover, med et sænket mørkt og glansløst blik. 
Ansigtet har nedadgående træk, og som ældre kan det sammenlignes med den tragiske græske teatermaske. Håret toner imod de mørke nuancer, der får den lyse, næsten blege teint, til at stå frem i relief. 
Socialt set: Mennesker med dette temperament er ærlige og loyale, de kan være lidt stille og til tider svære at få forbindelse med, da de er meget indadvendte og eftertænksomme. 
I en gruppe medbringer de stabilitet og omhyggelighed, samt en stor bevidsthed og medfølelse for de svage eller dårligt stillede. 
Melankolikere er utrolig kreative, og i aktiviteter såsom poesi og kunst er de fabelagtige og ofte perfektionistiske. En overdrevet eller negativ del af at være melankolsk er, at melankolikeren kan blive så involveret i det han/hun laver, at de glemmer at tænke på andre.
Tankelivet er rigt og dybtgående hos en melankoliker, der ofte opsøger triste og tunge tanker, og dvæler i fortidens sorger, og kan blive helt opslugt af al den tragedie og grusomhed der er i verden. Melankolikeren kan sidde alene, og gruble længe, grundigt og koncentreret, over forskellige bevidste valgte emner. Dette kan få et menneske med et sådant temperament til at virke indadvendt, langsommelig og selvoptaget, dog saglig og velovervejet når han/hun endelig udtrykker sig, med sin rolige og ubetonede stemme.
Igennem følelseslivet gennemlever melankolikeren igen og igen, ligesom i tankelivet, følelser fra fortiden fra forskellige sorger og triste hændelser. Dette kan gøre vældig ondt, og en melankoliker kan derfor virke enormt trøstesløs, mørk og dyster. En melankoliker gemmer nemlig alle sine sorger og følelser dybt inde i sig selv, og bærer ene og alene rundt på dem resten af livet. Grundet dette har en melankoliker tendenser til at kunne udvikle tungsind og andre former for depressioner. En melankoliker lever efter Murphys lov; og er negativ og bange for hvad fremtiden kan bringe. Man kender derfor dette temperament ved den løftede advarende pegefinger, der kan fortælle om hvor farligt og forfærdeligt alt sammen er. Det er almindeligt at et menneske med dette temperament føler sig udenfor og enormt alene, og har tendens til selvmedlidenhed.
I viljeslivet har melankolikeren svært ved at komme fra start f.eks. ved nye opgaver og forhindringer, og bremser derfor tit sig selv p.ga sine indre overbevisninger, om sine egne fysiske eller psykiske begrænsninger. 

### Flegmatiker
(Flegma)
Det ydre udtryk: Her er et temperament der giver mennesket en lidt slæbende gang, med slappe løse led. Flegmatikeren bevæger sig langsomt og roligt af sted, med en lidt udflydende motorik. 
Kropsbygningen er stor, rund og kraftig.
Ansigtet er rundt med en ubevægelig mimik, der stort set aldrig viser nogen form for deltagelse. Øjnene er matte, med et roligt indadvendt veltilpas blik. 
Socialt set: Mennesker med dette temperament er som regel lette at omgås, da flegmatikere elsker at hygge, og har en medfødt venlighed, empati og et stort hjerte. Dette medfører at en flegmatiker er utrolig omsorgsfuld, trofast og pålidelig i et venskab. 
På den anden side, skyggesiden om man vil, er en flegmatiker enormt krævende og egoistisk, og kan være passiv og indadvendt. 
Det kan være svært at få et menneske med dette temperament til at deltage i forskellige aktiviteter, da flegmatikeren ikke kan lide forandringer og nye udfordringer. 
I det flegmatisk tankeliv går tingene langsomt, men tages et emne op, stoppes tankeprocessen ikke før den er nået til vejs ende. Der bliver tænkt meget systematisk og en flegmatiker finder fakta og videnskabelige undersøgelser, for at underbygge sine tanker, og dette kan tage dagevis. Efterfølgende kan flegmatikeren udlægge en dyb og grundig analyse af det pågældende emne. Andre kan miste tålmodigheden i mellemtiden, og opleve en flegmatiker ubeslutsom og langsommelig.
Flegmatikerens følelsesliv er næsten upåvirkeligt, et menneske med dette temperament lever i sin egen indadvendte veltilpashed. Derfor kan mobning, og hvad alle de andre tænker om ham/hende, ikke bekymre en flegmatiker, der lader det prelle af, og står uberørt tilbage uden de store reaktioner på de ubehageligheder det lige var blevet udsat for. 
Viljeslivet hos en flegmatiker er fyldt af gentagelser, da sådan et menneske elsker og finder tryghed i sine vaner og daglige rutiner. Yderligere findes der en stor udholdenhed og stærk vilje i dette temperament, hvis en flegmatiker ikke vil et eller andet, er der ingen der kan få ham/hende til det, man kunne hælde til at kalde dette menneske for stædigt.

### Sangviniker
(sanguis)
Det ydre udtryk: Med sangvinikeren har vi et temperament der giver mennesket en hurtig, hoppende, ja næsten flyvende gang, med flagrende, lette og elegante bevægelser. 
Et menneske med dette temperament har en høj, tynd og smidig kropsbygning, med en slank muskulatur. Teinten er lys, uden at være bleg, og håret toner mod de lyse nuancer. 
Ansigtet er altid i bevægelse, og sangvinikeren udtrykker og afspejler konstant hvad der sker i dets indre, gennem mimikken og de levende, blå øjne. 
Socialt set: En sangviniker er en selskabsjunkie, der ofte søger bekræftelse gennem andre mennesker. Et menneske med dette temperament udstråler glæde og elskværdighed, og er enormt udadvendt og fuld af energi. 
Sangvinikeren er tit med på den værste, og er opfindsom, initiativrig og impulsiv, man vil derfor aldrig kede sig i selskab med en sangviniker. 
Der er dog også dårlige sociale egenskaber hos sangvinikeren, der kan være løgnagtig, utilregnelig og utålmodig. Et menneske der bærer dette temperament kan virke kaotisk og humørsvingende.
I en sangvinikers tankeliv er der aldrig stille, tankerne og associationerne flyver af sted, og det kan være svært for dette menneske at holde fokus og fordybe sig. Det er igen p.ga. de astrale kræfter der virker i dette temperament, der kan medføre en masse kaos, men også en strøm af fantasifulde og originale idéer, som en sangviniker kan vælge at modtage. 
Man møder hos dette temperament et stemningsbetonet sind, der er hurtigopfattende og optimistisk. Sangvinikeren, med sin overfladiske og flyvske tankegang, får tit udtalt sig for hurtigt, om alt mellem himmel og jord, uden at have klargjort sin pointe eller hvor han/hun vil hen med dette udsagn. Derfor kan et sådant menneske virke lidt naivt og uden dybde, og der mangler ofte troværdighed.
I følelseslivet er en sangviniker en intens livsnyder, der lever i nuet og nyder det. Et menneske med et sådant temperament har et stort hjerte, og deler begejstret ud af sin kærlighed til alle omkring sig. Men også her er det kortvarige følelser, der svinger fra det ene til det andet alt efter hvad omgivelserne har at byde på. 
Viljeslivet gennemtrænges også af astrallegemet, der her får sangvinikeren til at hige efter spænding og hele tiden søge noget nyt, da han/hun hurtigt keder sig og bliver rastløs.

### Koleriker
(xanthe chole)
Det ydre udtryk: Et kolerisk menneske har en meget selvbevidst, målrettet og fast gang, der med hvert skridt planter foden med hælen først, hårdt og bestemt. 
Kolerikerens bevægelser er fremadrettede og iltre, med en rank fremtoning. 
Selve kropsbygningen er lille og kraftig, lidt fortættet og firskåren, med et hævet og målbevidst hoved. 
Et menneske med dette temperament, har meget energiske og skarpskårne ansigtsudtryk, med intense, glødende sorte øjne. Blikket kan virke stirrende eller vredt, men dette må opfattes som et udslag af energi, der ligesom håret, – der går mod de mørke toner, eller helt klassisk det røde hår, – viser de stærke Jeg- og ildkræfter der er dominerende i dette temperament. 
Socialt set: Et menneske med dette temperament er den fødte ledertype, der effektivt planlægger, og derefter autoritært uddelegerer rollerne. Kolerikeren er meget hurtig, bestemt og direkte i sin mimik og talemåde, og kan derfor ubevidst komme til at støde, eller såre andre mennesker. 
Dette er også et temperament med en enorm udadvendthed, der med sit ildvæsen gløder og er fuld af initiativ, mod og dristighed. 
Yderligere er kolerikeren en loyal og solid ven, men kan være styrende, diktatorisk og lidt egocentrisk i en gruppe.
Tankelivet er rigt hos en koleriker. Det er dog ikke et tankemylder som hos sangvinikeren, men derimod klare, hurtige og praktiske tanker. Dette gør en koleriker god til at diskutere, med en hurtig og indlysende for- eller modargumentation, der kan manipulere modparten. 
Yderligere kan den hurtige tænkning, påvirke et menneske med dette temperament negativt, og gøre det til et dømmende, bedrevidende og selvhævdende menneske. 
I en kolerikers følelsesliv findes der ikke den mindste smule af mindreværd, tvært imod kan der være tale om mereværdskomplekser. Vrede og ildfyldte følelser bluser også op i dette område, der kan få en koleriker til at afreagere på helt uskyldige medarbejdere, venner, familie, eller hvem der lige er i nærheden.
I viljeslivet giver den stærke Jegkraft kolerikeren styrke. Et kolerisk menneske besidder altså en utrolig kraftfuld, dynamisk og selvsikker viljestyrke, der ikke er til at rokke ud af kurs. Her i viljeslivet er et menneske med dette temperament enormt rutinepræget, med faste kontrollerede vaner.